# Wilhelm Klumberg
Wilhelm Klumberg (* 30. Juli 1886 in Riga; † 20. Dezember 1942 in Berlin) war ein deutsch-baltischer Staats- und Wirtschaftswissenschaftler.

## Leben
Als Sohn eines Kaufmanns besuchte Wilhelm Klumberg die Rigaer Kommerzschule. Von 1906 bis 1910 absolvierte er ein Studium an der Rigaer Technischen Hochschule. Er gehörte dem Deutschen Studentenverband (später Fraternitas Markomannia Riga) an. Von 1911 bis 1913 setzte er das Studium in Zürich fort. Von der Universität Zürich wurde er mit einer Dissertation über Die Kolonisation Russlands in Sibirien promoviert. Danach unterrichtete er staatswissenschaftliche Fächer an einer Kommerzschule in Samara (Russland) und kehrte 1917 nach Riga zurück. Nach den Wirren der Kriegs- und Nachkriegszeit und der Gründung der Republik Lettland war sein Streben darauf gerichtet, dort das deutsche Bildungswesen zu erhalten. So wurde durch seine Initiative über die wissenschaftliche „Herdergesellschaft“ 1920 das Herderinstitut zu Riga gegründet, das deutsche Hochschulkurse durchführte. Der Ausbau dieser Hochschule stellte sein Lebenswerk dar. Er wirkte dort (ab 1926 als Rektor) bis zur Auflösung im Jahre 1939. Im Zuge der Umsiedlung der Deutsch-Balten erhielt er einen Ruf als ordentlicher Professor auf den Lehrstuhl für osteuropäische Wirtschaft und als Leiter des Instituts für Ostforschung (1940) an der Universität Königsberg. Seine wissenschaftliche Autorität als Osteuropaexperte wurde durch die Verleihung der Ehrendoktorwürde der Universitäten Jena (1926) und Leipzig (1937) sowie des „Johann-Gottfried-von-Herder-Preises“ (1940) anerkannt. Zeitweilig war er Mitglied des Präsidiums der „Deutschen Volksgemeinschaft in Lettland“.

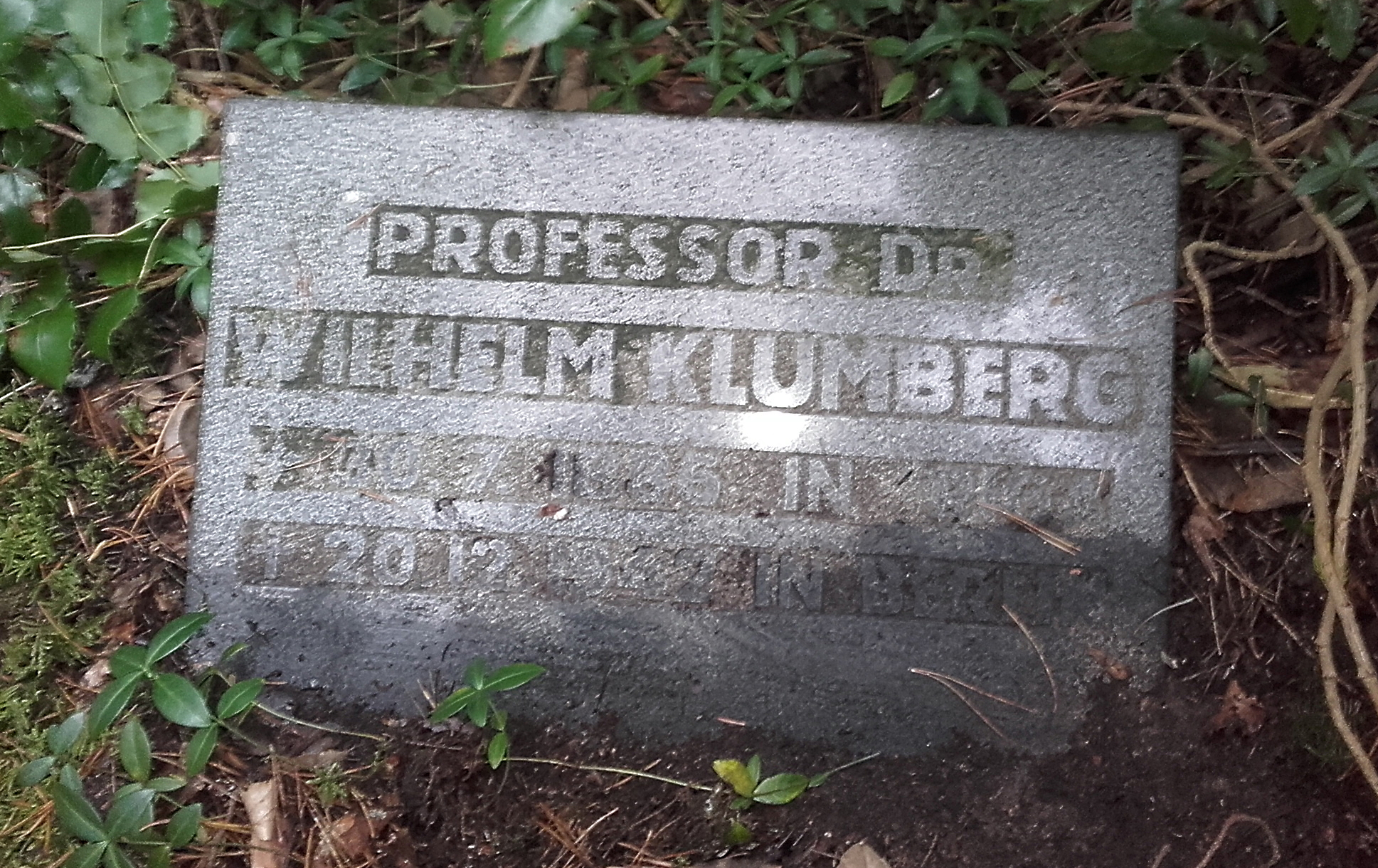
Klumbergs Grab in Stahnsdorf

Am 13. Januar 1941 beantragte er die Aufnahme in die NSDAP und wurde zum 1. April desselben Jahres aufgenommen (Mitgliedsnummer 8.484.902).
Er verstarb während eines Besuches in Berlin und wurde auf dem Südwestkirchhof Stahnsdorf zur letzten Ruhe gebettet.

## Schriften
- Die Kolonisation Rußlands in Sibirien, Zürich 1914.
- Die Kontinentalsperre in ihrer Auswirkung auf Riga, Riga 1926.
- Ein Beitrag zur Kulturpolitik im Nordostraum – ein Rückblick 1919–1939, Königsberg 1939.